# Philonthus gigas
Philonthus gigas – gatunek chrząszcza z rodziny kusakowatych i podrodziny Staphylininae.
Gatunek ten został opisany w 1915 roku przez Maxa Bernhauera, który jako miejsce typowe wskazał Borodę. W 2013 roku Lubomír Hromádka dokonał jego redeskrypcji.
Chrząszcz o ciele długości od 11,1 do 12,2 mm, ubarwionym czarno z brązowożółtymi nasadami pierwszego i drugiego członu czułków oraz siódmym tergitem i brązowoczerwonymi tylnymi brzegami tergitów I-VI. Głowa znacznie szersza niż dłuższa i o oczach krótszych od skroni. Czułki sięgają tylko połowy długości przedplecza, w którego rzędach grzbietowych ułożone są po 4 punkty. Pokrywy grubo i gęsto punktowane, szaro oszczecone.
Owad afrotropikalny, znany wyłącznie z Etiopii.